# Traité de Fort Clark
Le traité de Fort Clark est un accord signé le 10 novembre 1808 à Fort Clark dans le territoire de Louisiane entre les Osages et les États-Unis. Il s'agit de l'un des premiers traités conclus avec les Amérindiens après l'achat de la Louisiane par les États-Unis.
En échange d'une protection des États-Unis contre leurs ennemis, les Osages devaient céder l'ensemble de leurs terres situées à l'est du fort, correspondant à une grande partie de l'État actuel du Missouri et de la partie de l'Arkansas située au nord de la rivière Arkansas.